# Acacia alpina
Acacia alpina é uma espécie de leguminosa do gênero Acacia, pertencente à família Fabaceae.